# Ансамбль доходных домов Л. Скидельского
Ансамбль доходных домов Л. Скидельского — ансамбль доходных домов во Владивостоке. Выстроены в 1902—1909 годах. Автор проекта — архитектор В. К. Гольденштедт. Историческое здание по адресу Океанский проспект, 30 сегодня является объектом культурного наследия Российской Федерации.

## История
Крупный владивостокский предприниматель и домовладелец конца XIX — начала XX веков, владелец деревообрабатывающих и цементных заводов,
угольных месторождений, крупнейший капиталист начала века на Дальнем Востоке и в Китае Леонтий Соломонович Скидельский построил доходный дом на улице Китайской (сегодня — Океанский проспект) в 1902—1909 годах по проекту архитектора Владимира Карловича Гольденштедта. Дом был построен на чрезвычайно сложном рельефе. «Дом как бы стекает по улице и чтобы его построить сделали только подпорную стенку, ограждение от сопки. То есть сам ландшафт затронут не был. Здесь следует отметить, что до революции вообще строили с уважением к рельефу», — рассказывала краевед Нелли Мизь, добавляя, что в начале XX века в здании располагался чайный магазин и запах от этого чая разносился далеко по Океанскому проспекту. 
В советское время в здании размещались жилые квартиры, а нижние этажи использовались под магазины; с 1986 года — в здании разместились различные административные учреждения.    
Сегодня в зданиях расположено Управление судебного департамента при Верховном суде в Приморском крае.

## Архитектура

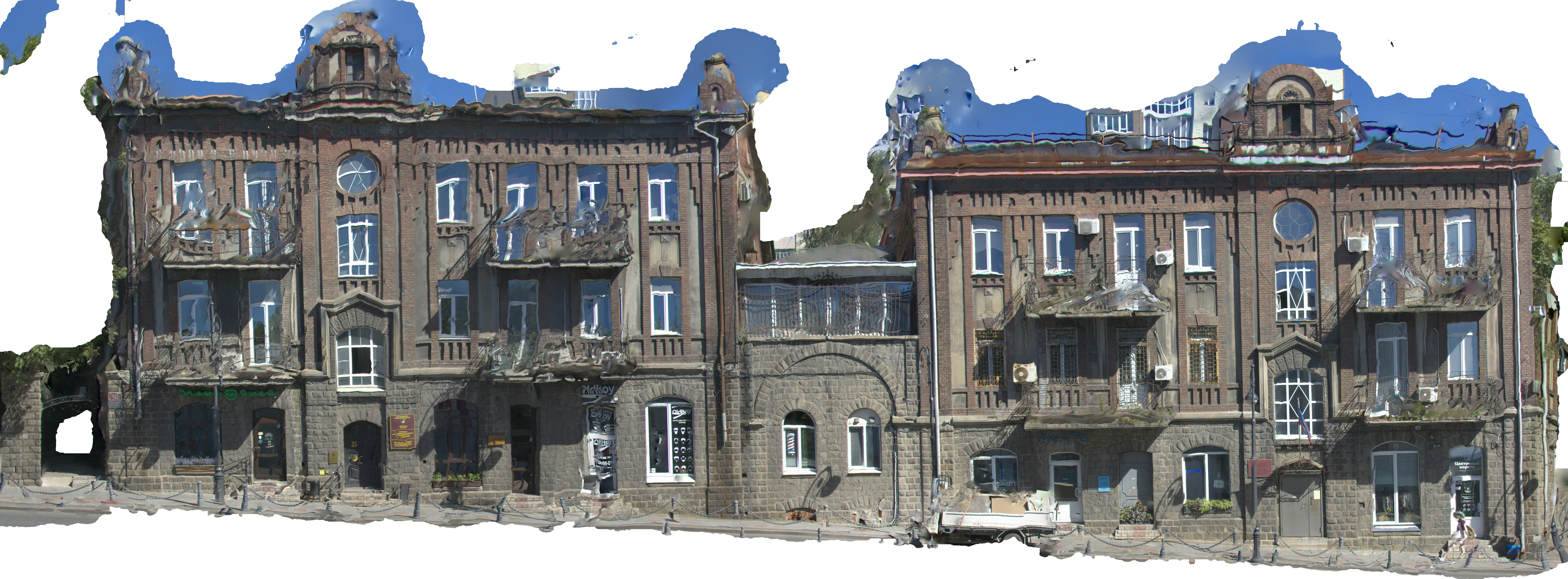
Фасад здания, фотограмметрия, 2024

Здание выступает образцом мастерского использования сложного рельефа, неудобного в строительном отношении земельного участка (расположено на косогоре), при размещении и архитектурно-художественном решении крупного сооружения. Представляет собой два трёхэтажных почти кубических объёма, соединённых между собой одноэтажной вставкой и каскадно спускающихся по склону улицы. Фасады решены симметрично, входы акцентированы небольшими ризалитами, немного смещёнными с центральных осей. Облицовка фасадов исполнена из жёлтого и красного декоративного кирпича и хорошо проявляет их пластику. Сочетание лучковых и прямоугольных проёмов, оштукатуренные участки стен с кирпичным декором над окнами верхнего этажа, повторяющиеся фронтоны сложного криволинейного очертания, декоративные арки обрамлений полуциркулярных окон придают выразительность и единство расчленённому объёму здания. В архитектурном оформлении фасадов чётко прослеживаются черты архитектурного стиля модерн. 